# Бакли-Рикеттс, Айзак
Айзак Бакли-Рикеттс (англ. Isaac Buckley-Ricketts; род. 14 марта 1998 года, Англия) — английский футболист, нападающий клуба «Уоррингтон Таун».

## Карьера
Бакли-Рикеттс является воспитанником футбольного клуба «Манчестер Сити». В сезоне 2016/2017 провёл за молодёжную команду 17 встреч, забил пять мячей. Является игроком стартового состава.
Победитель чемпионата Европы 2017 года среди юношей до 19 лет. На турнире провёл пять встреч, в трёх из них выходил в стартовом составе, в том числе и на финальную игру.